# Walk of Game
El Walk of Game (en español: Paseo de los videojuegos) era una atracción creada en 2005 en los Estados Unidos en honor a los iconos y los pioneros en la industria del videojuego, y se encontraba en el interior del Sony Metreon, un centro comercial de entretenimiento en San Francisco, California. Estuvieron en el los personajes de videojuegos más influyentes de ese año.
Los jugadores de todo el mundo emitieron sus votos a través de boletas de papel y presentaciones en línea en la página web del Walk of Game durante un periodo de votación de un mes. Las boletas se llevaron a cabo durante el mes de octubre en los años 2005 y 2006. Los cuatro primeros juegos y personajes y los dos desarrolladores de videojuegos ganadores fueron honrados con una estrella de acero personalizada de 60 cm × 60 cm.
La atracción fue deliberadamente similar al Paseo de la Fama de Hollywood, California, como lo sugiere el nombre similar y las baldosas personalizadas.
En febrero de 2006, Sony vendió el Metreon al Westfield Group. Con la salida de Sony, el Walk of Game nunca más fue actualizado. En 2012, la zona del paseo se convirtió en una tienda de Target Corporation. Entonces, se eliminó el paseo junto con la pasarela que había ocupado.
|                             | 2005                                       | 2006                                                 |
| --------------------------- | ------------------------------------------ | ---------------------------------------------------- |
| Premios al juego/caracteres | - Mario - Link - Sonic the Hedgehog - Halo | - StarCraft - Lara Croft - Final Fantasy - EverQuest |
| Premios a la trayectoria    | - Shigeru Miyamoto - Nolan Bushnell        | - John Carmack - Sid Meier                           |

## Galería

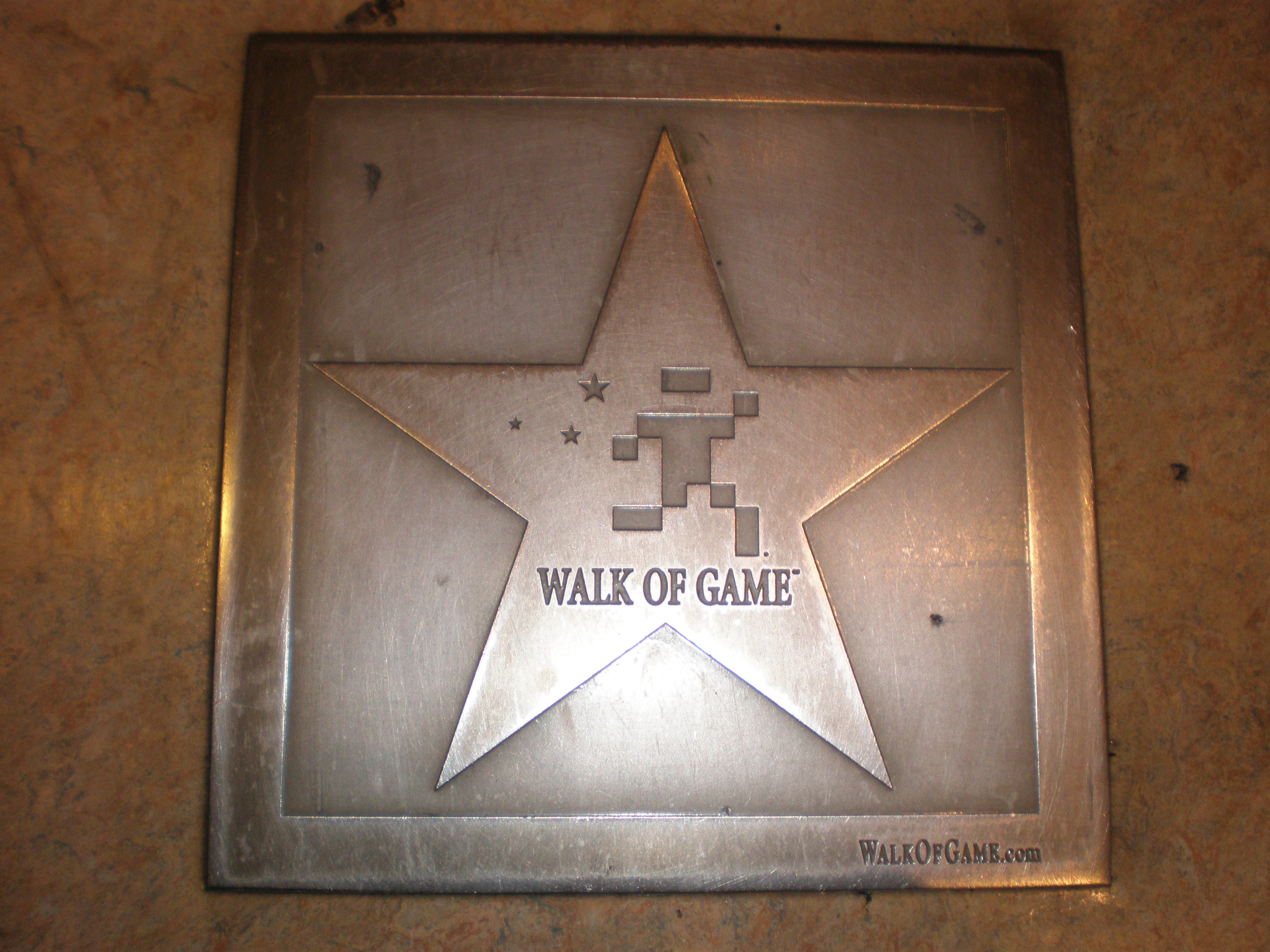
Una estrella sin nombre en él.
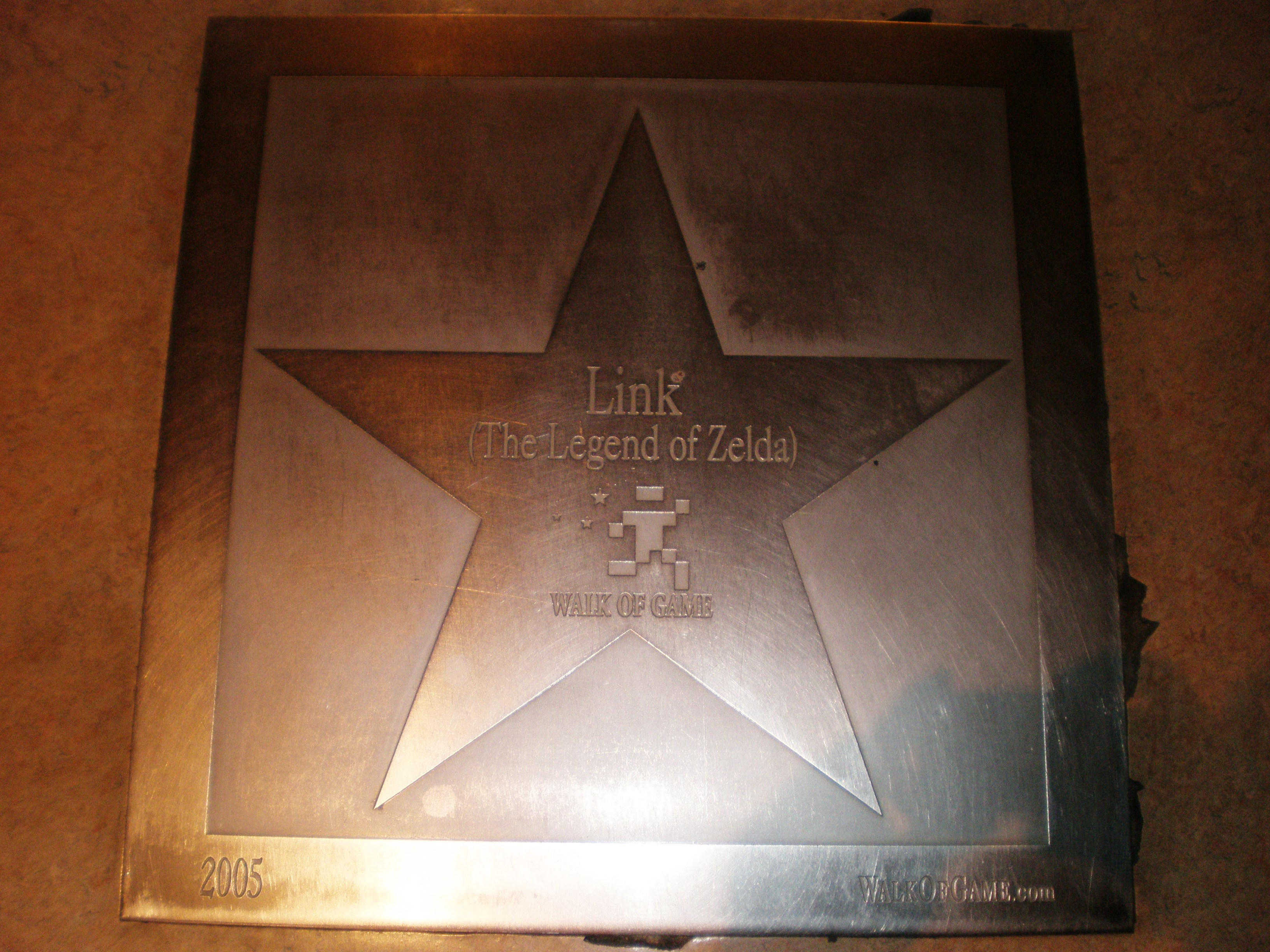
Estrella de Link.
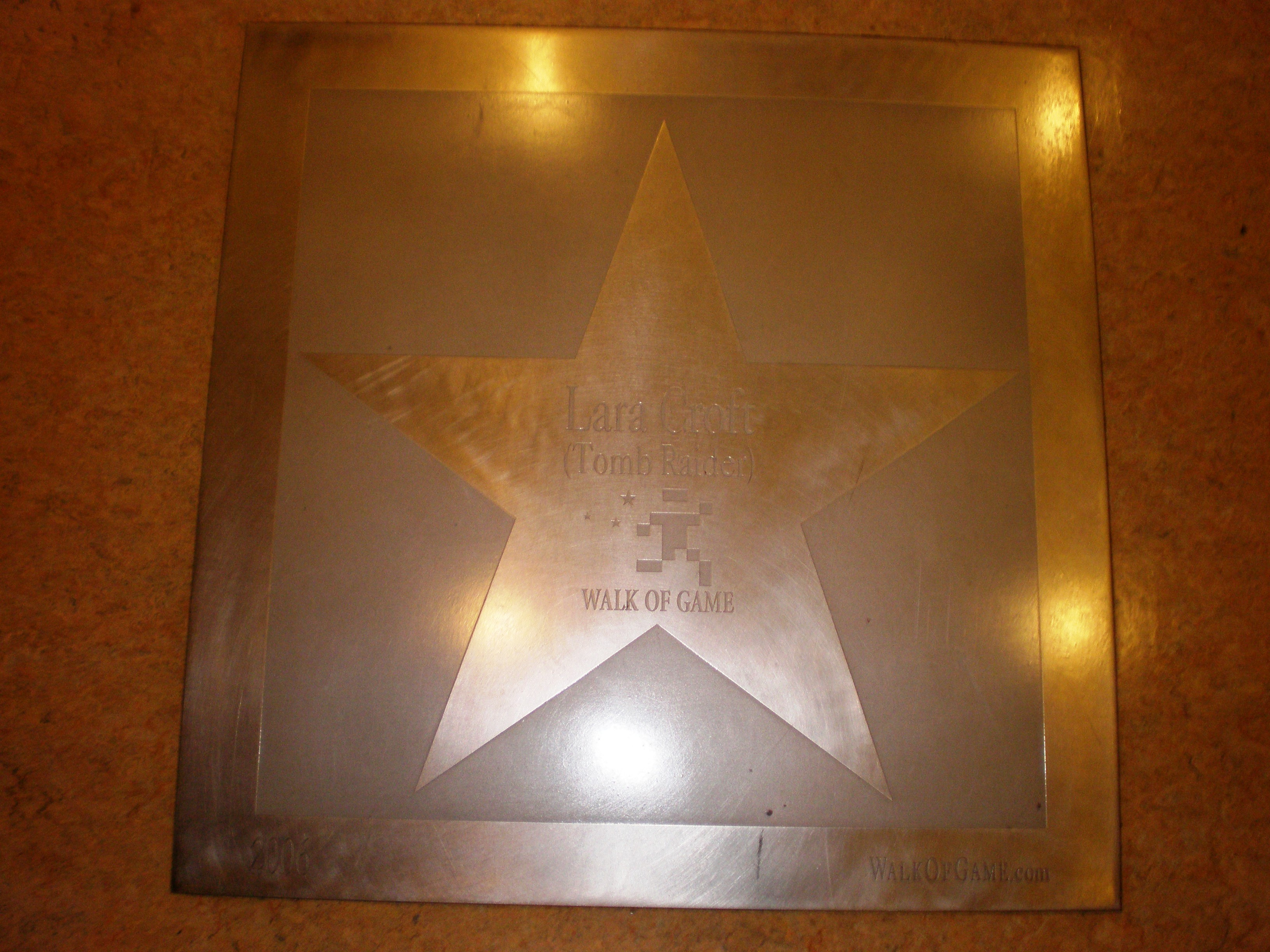
Estrella de Lara Croft.
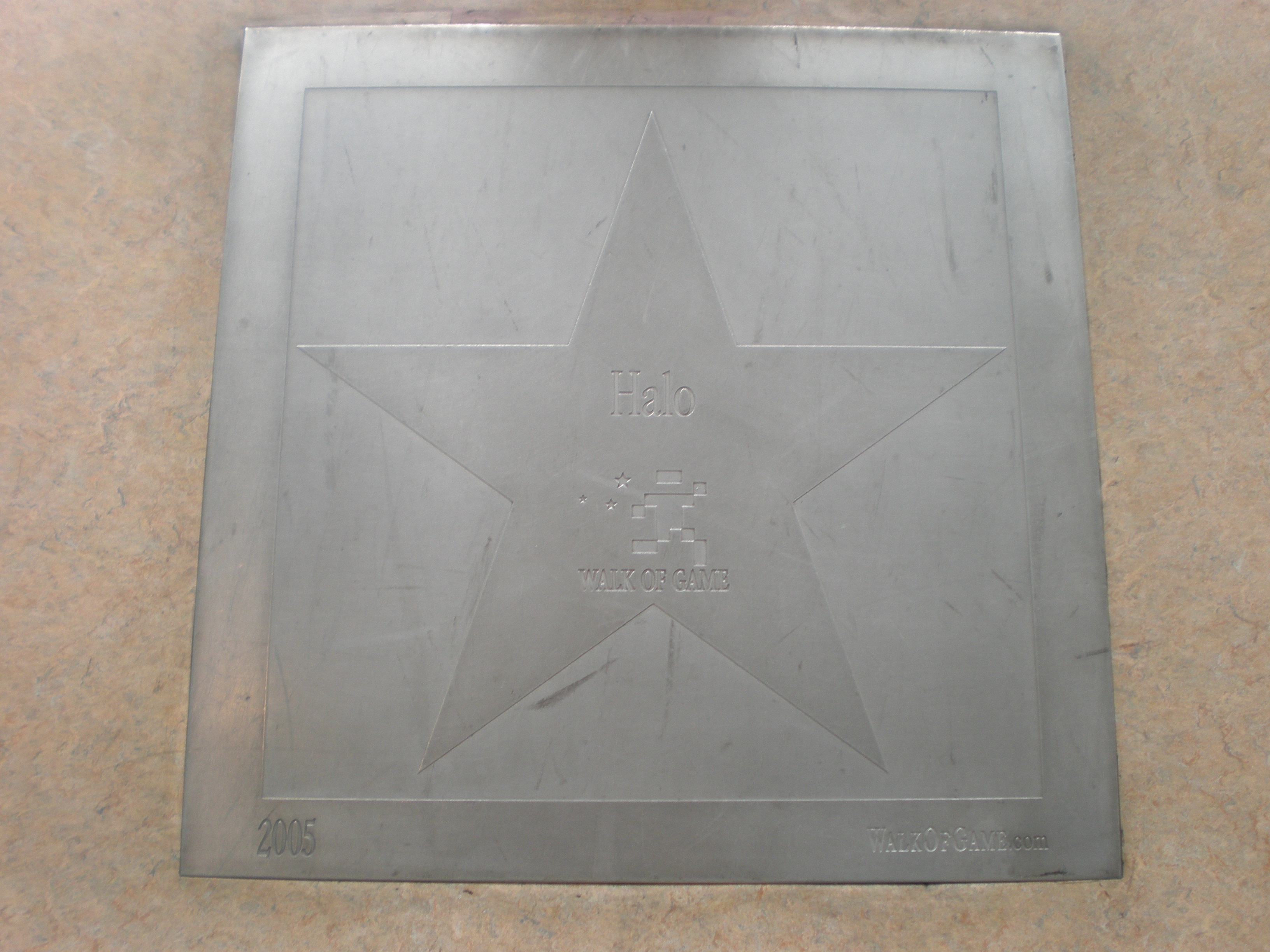
Estrella de Halo.
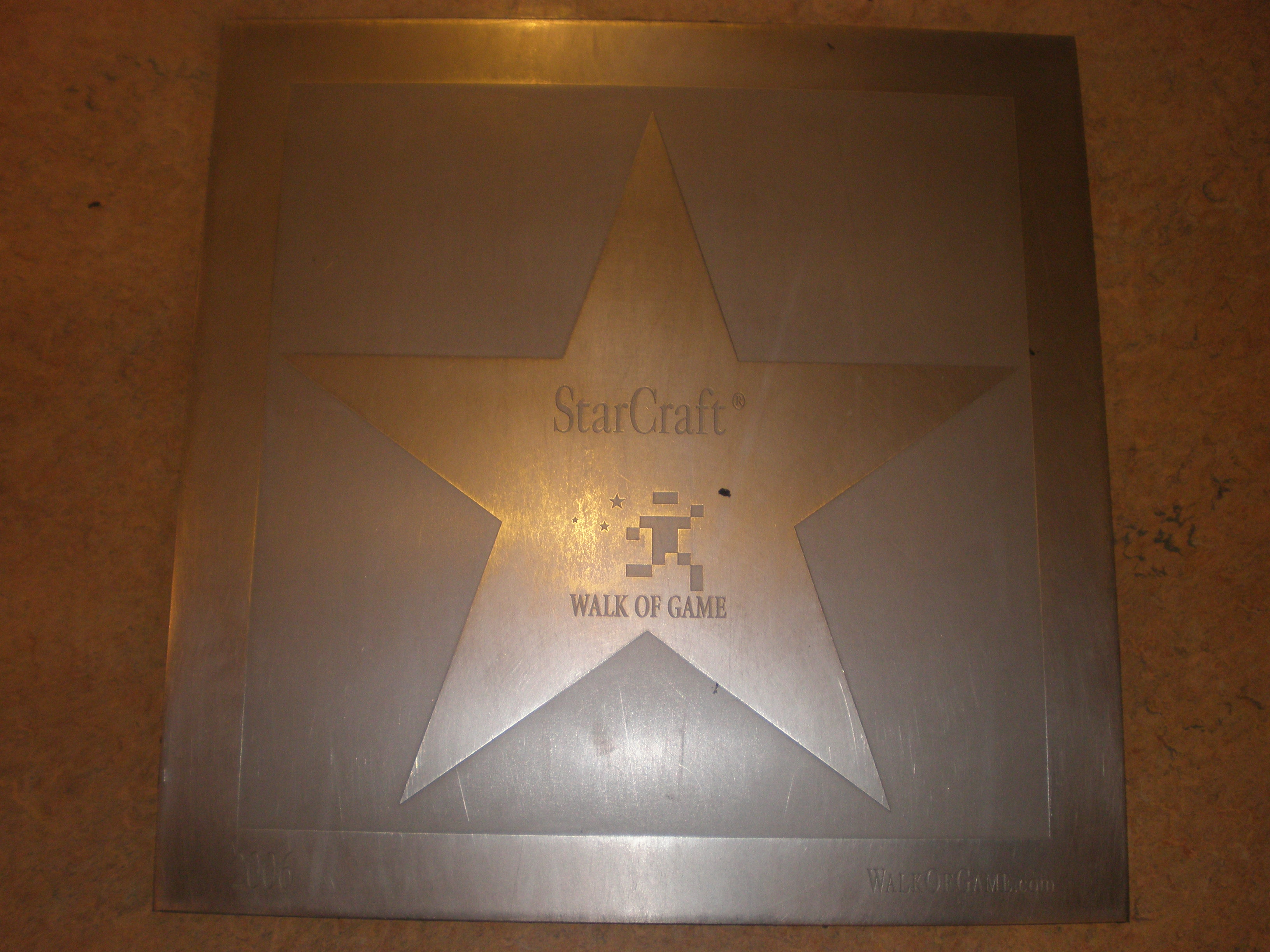
Estrella de StarCraft.
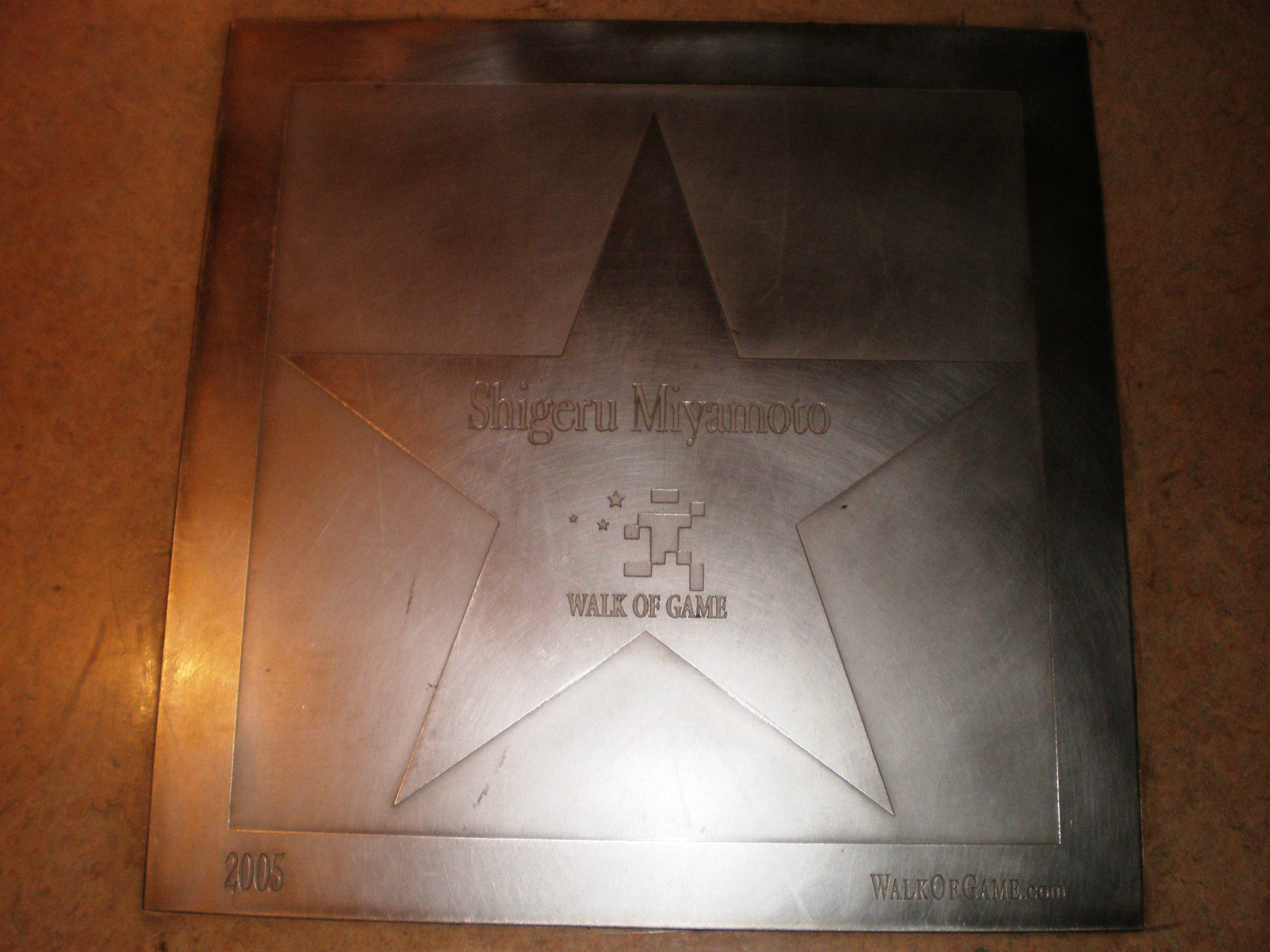
Estrella de Shigeru Miyamoto.
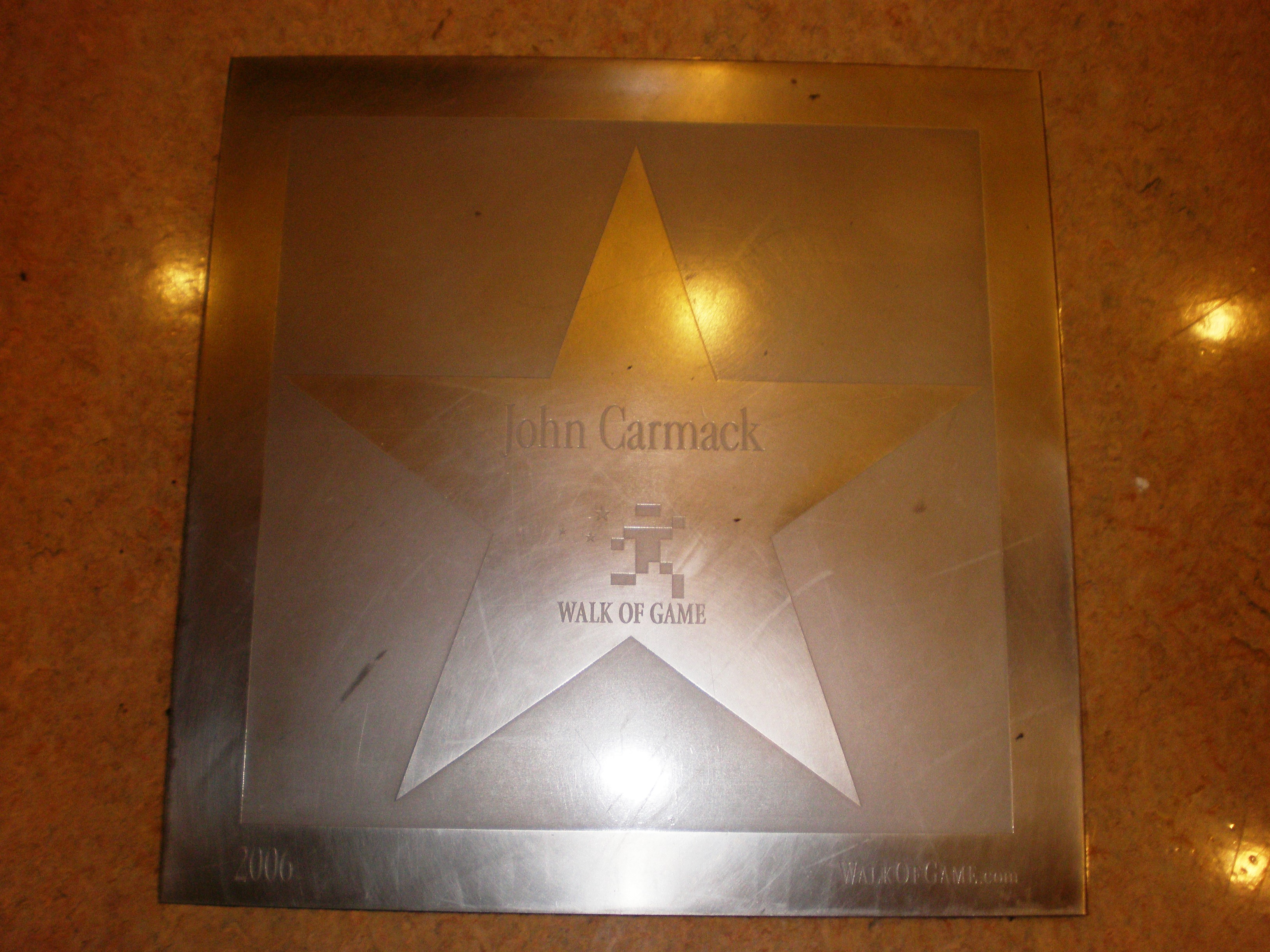
Estrella de John Carmack.
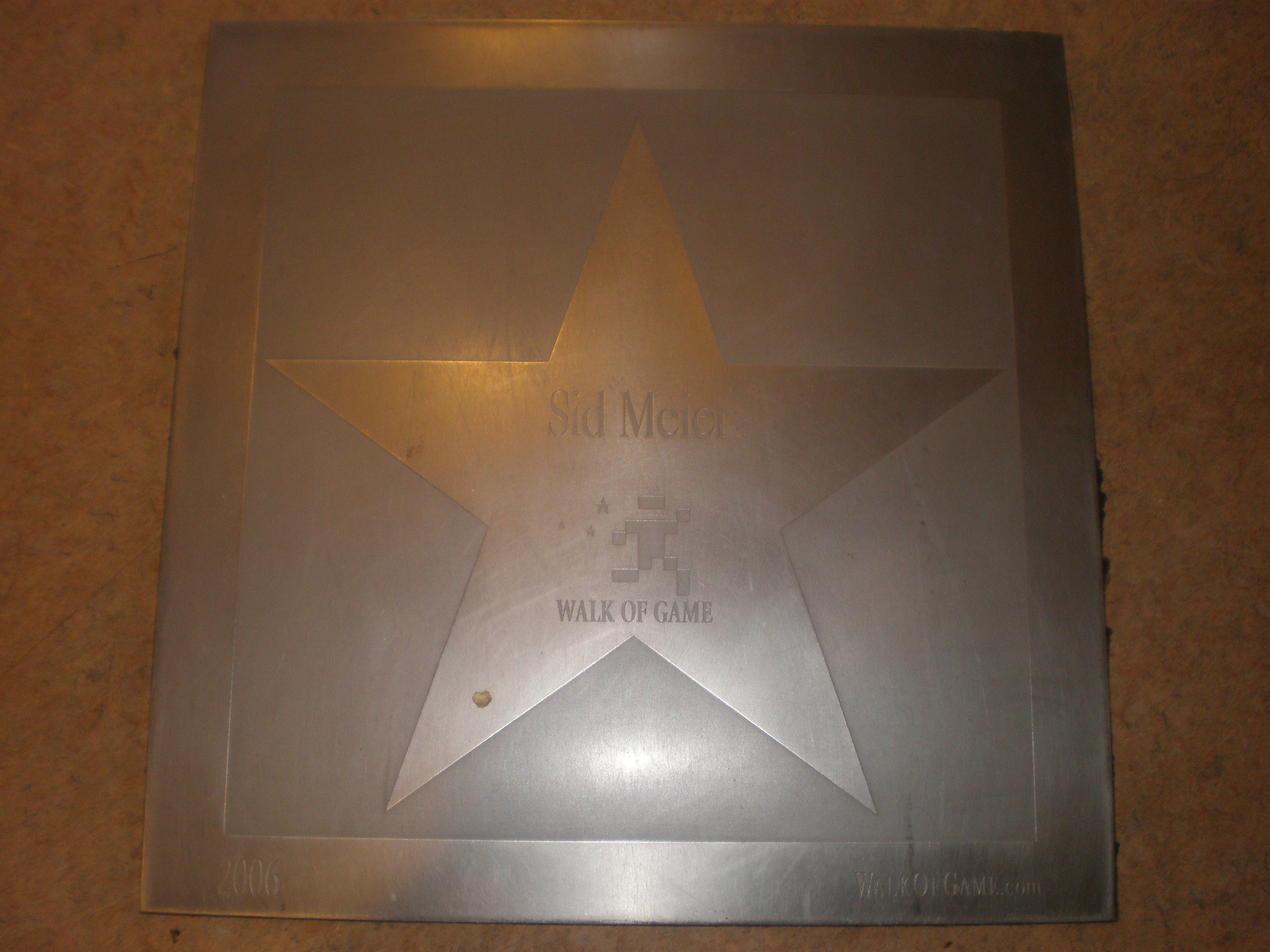
Estrella de Sid Meier.